# Вільхівка (Вигоницький район)
Вільхівка (рос. Ольховка) — присілок в Вигоницькому районі Брянської області Російської Федерації.
Населення становить 44 особи. Входить до складу муніципального утворення Орменське сільське поселення.

## Історія
Від 2005 року входить до складу муніципального утворення Орменське сільське поселення.

## Населення
| 2010 | 2013 |
| ---- | ---- |
| 52   | ↘44  |